# بوتاندو
بوتاندو ( (بالتاميلية: புத்தாண்டு)‏، يُعرف أيضًا باسم رأس السنة التاميلية، هو اليوم الأول من العام في التقويم التاميلي الذي يحتفل به في تقليد التاميلون كعيد. يحدد موعد العيد مع الدورة الشمسية للتقويم الهندي الشمسي، كاليوم الأول من شهر شيتيراي. ويصادف يوم 14 أبريل أو حوالي ذلك التاريخ من كل عام حسب التقويم الغريغوري.  يتم الاحتفال بنفس اليوم في أماكن أخرى في جنوب وجنوب شرق آسيا باعتباره العام الجديد التقليدي، ويعرف بأسماء أخرى مثل فيشو في ولاية كيرالا، وفيساكي أو بيساخي في وسط وشمال الهند. 
في هذا اليوم، يحيي التاميلون بعضهم البعض بقولهم "پوتانتو ڤالتوكا!" ( புத்தாண்டு வாழ்த்துகள் ) أو "إنييا پوتانتو نالڤالتوكا! (இனிய புத்தாண்டு நல்வாழ்த்துகள் )، أي ما يعادل "سنة جديدة سعيدة".  ويُحتفل باليوم باعتباره وقتًا عائليًا. تنظف فيه الأسر منازلهم، وتعد صينية تحتوي على الفواكه والزهور وأشياء أخرى مناسبة، ويتم إضاءة مذبح العائلة وزيارة المعابد. يرتدي الناس ملابس جديدة ويذهب الأطفال إلى كبار السن لتقديم احترامهم والتبرك بهم، ثم تجلس الأسرة لتناول وليمة نباتية. 
يحتفل التاميلون ببوتاندو في تاميل نادو وبودوتشيري، وفي سريلانكا وماليزيا وسنغافورة وموريشيوس وريونيون . يحتفل به الشتات التاميلي أيضًا   في دول مثل ميانمار وجنوب إفريقيا والمملكة المتحدة الولايات المتحدة وكندا وأستراليا.

## أصله وأهميته

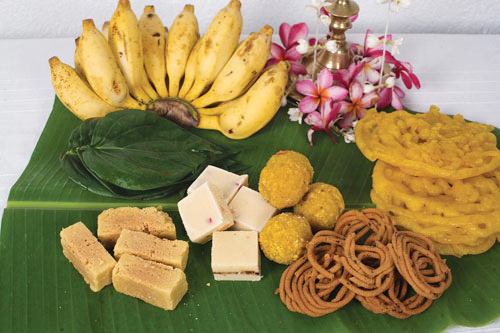
ترتيب تقليدي للأطعمة الاحتفالية لبوتاندو.

السنة التاميلية الجديدة تتبع الاعتدال الربيعي وتقع عمومًا في 14 أبريل من العام الغريغوري.  يتم الاحتفال بهذا اليوم في اليوم الأول من التقويم التاميلي التقليدي وهو عطلة رسمية في كل من تاميل نادو وسريلانكا. يتم الاحتفال بنفس التاريخ باعتباره العام الجديد التقليدي في ولاية آسام، والبنغال الغربية، وكيرالا، وتريبورا، وبيهار، وأوديشا، والبنجاب، وهيماشال براديش، وهاريانا، وكذلك في نيبال وبنغلاديش. تحتفل أيضًا ميانمار وكمبوديا ولاوس وتايلاند وسريلانكا في نفس يوم رأس السنة الجديدة،  من المحتمل أن يكون ذلك بتأثير الثقافة المشتركة بين جنوب وجنوب شرق آسيا في الألفية الأولى الميلادية. 